# Kawagoe (Saitama)
Kawagoe (川越町) je město v prefektuře Saitama v regionu Kantó na ostrově Honšú v Japonsku. Nachází se v něm plno tradičních budov, a proto se mu přezdívá "Malé Edo" (小江戸) . V říjnu se zde koná slavnost Kawagoe Macuri jež je zapsaná na listině UNESCO.

## Památky
Je zde hrad Kawagoe, městské muzeum a uličky s tradičními japonskými domy. Najdeme tu i velký 

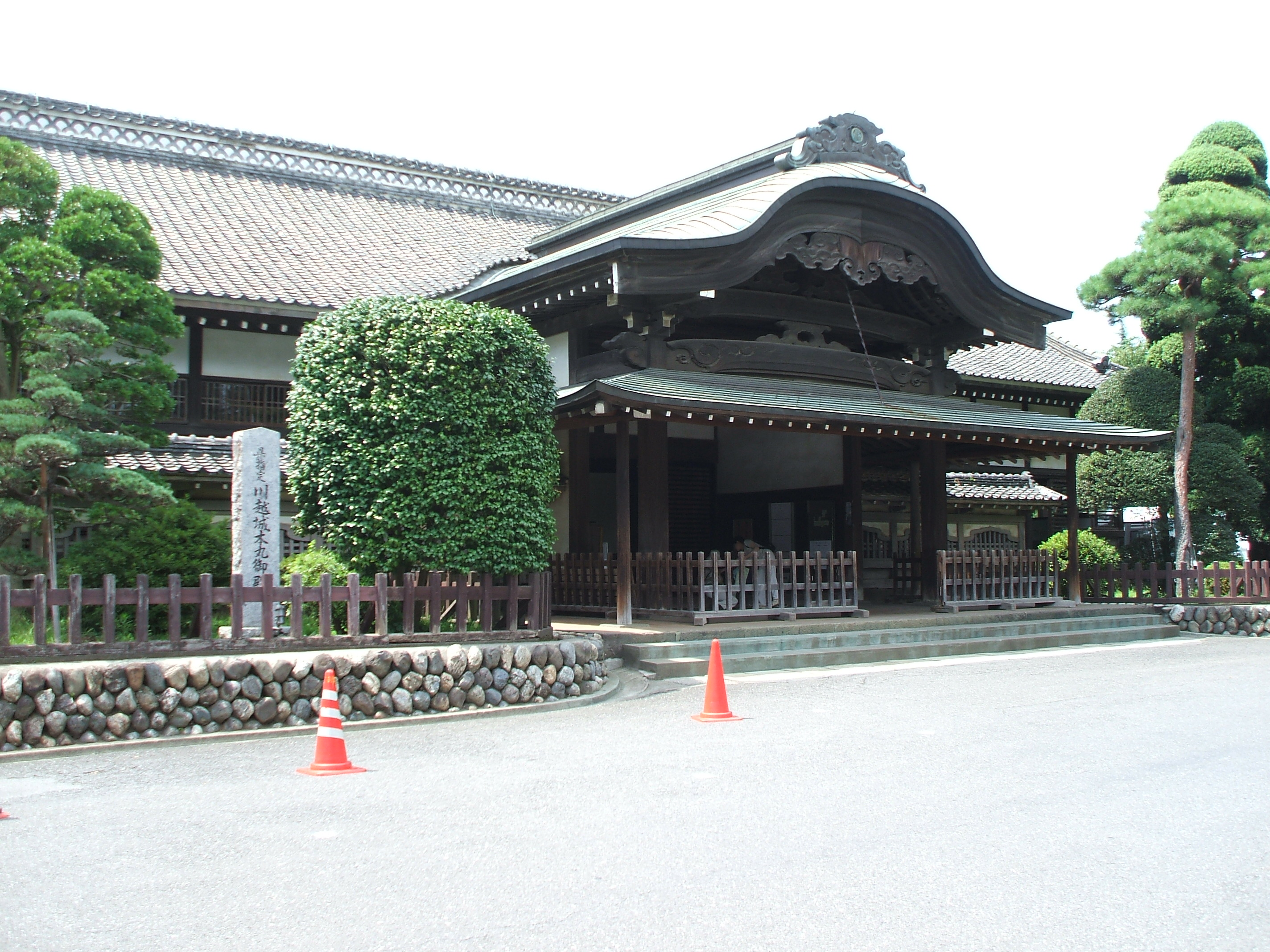
vstup do hradu Kawagoe

buddhistický chrám Kita-in, u něhož je 540 soch takzvaných "500 rakan" (五百羅漢)), kteří by se dali nazvat jako takoví budhističtí apoštolové. Tradice říkají že kdo pohladí po hlavě sochu muže držícího zvíře čínského kalendáře v němž se návštěvník narodil splní se mu přání. Součástí chrámu Kita-in je také část paláce z hradu Edo, který sem byl přestěhován ještě v době šógunátu Tokugawa. Další zajímavostí města je dřevěná zvonice Toki no kane (時の鐘), tyčící se nad starobylé uličky města.

## Kawagoe Macuri
Slavnost Kawagoe-matcuri je zapsaná na listině UNESCO a koná se vždy třetí víkend v říjnu. Má více než 360 let dlouhou historii. Na slavnosti lidé táhnou velké slavnostní vozy s hudebníky a tanečníci předvádějícími různé tradiční tance v tradičních maskách. Každý vůz je originální a vypadá trochu jinak. Tyto vozy projíždí staré uličky města a vždy se sem sjede podívat na tuto slavnost plno lidí.

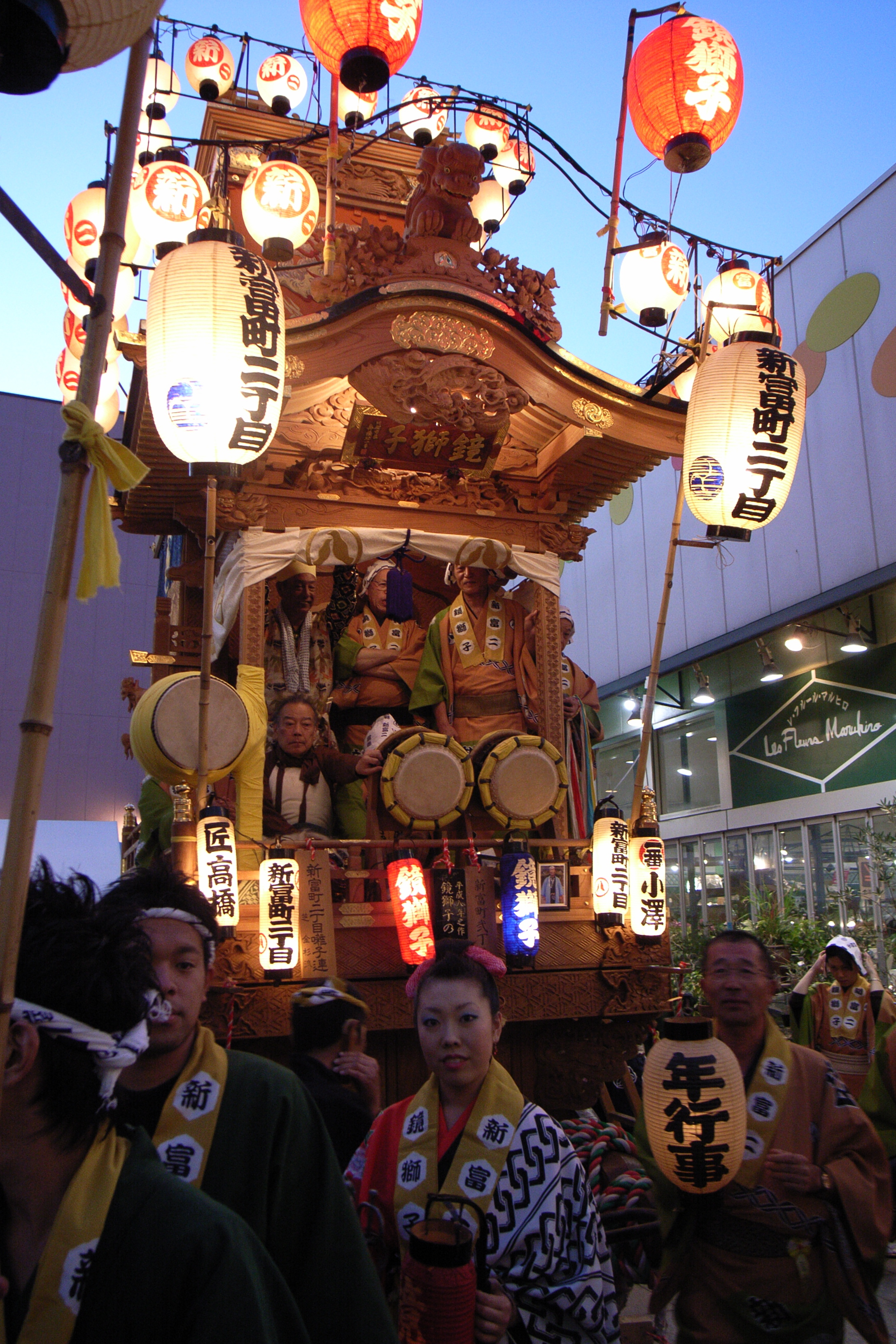
Vozy na slavnosti Kawagoe Macuri

## Doprava
Ve městě Kawagoe nalezneme hned dvě nádraží, a to nádraží Kawagoe, na kterém staví linka Kawagoe společnosti JR East line jedoucí směrem na nádraží Ómija a linka Tóbu Tojo soukromé společnosti Tóbu jedoucí na Ikebukuro. To druhé je nádraží Hon-Kawagoe a má na něm konečnou stanici linka Seibu Šindžuku soukromé společnosti Seibu jedoucí na Šindžuku.

## Rodáci
- Asada Nobuoki, generál Císařské armády Japonska
- Hisako Higuči, profesionální golfistka
- Masačika Ičimura, herec
- Nanaka Suwa, hlasová herečka
- Nobutaka Šióden, generál Císařské armády Japonska

## Partnerská města
- Offenbach am Main, od roku 1983
- Salem (1986)
- Autun (2002)